# Wolfsburg-Unkeroda
Wolfsburg-Unkeroda ist ein Ortsteil der Gemeinde Gerstungen im Wartburgkreis im Westen des Freistaates Thüringen.

## Geografie
Wolfsburg-Unkeroda liegt im westlichen Teil des Thüringer Waldes, der Rennsteig verläuft auf einer Länge von sechs Kilometern entlang der nördlichen Gemarkungsgrenze. Der Unkerodaer Gemarkungsteil ist überwiegend (etwa 70 %) bewaldet und Teil eines Landschaftsschutzgebietes. Unweit des Ortes befinden sich die Wartburg sowie die Stadt Eisenach.

### Nachbarorte
An die Gemarkung von Wolfsburg-Unkeroda grenzt im Norden ab dem historischen Grenzpunkt Vachaer Stein die Stadt Eisenach, wobei die Grenze überwiegend auf der Kammlinie des Gebirges verläuft. Im Osten und Süden sind der Gerstunger Ortsteil Eckardtshausen sowie im Westen folgend auch die Ortsteile Förtha und Epichnellen benachbart. Große Teile der heutigen Flur von Unkeroda waren bis 1919 Bestandteil des großherzoglichen Jagdreviers Schloss Wilhelmsthal.

### Berge

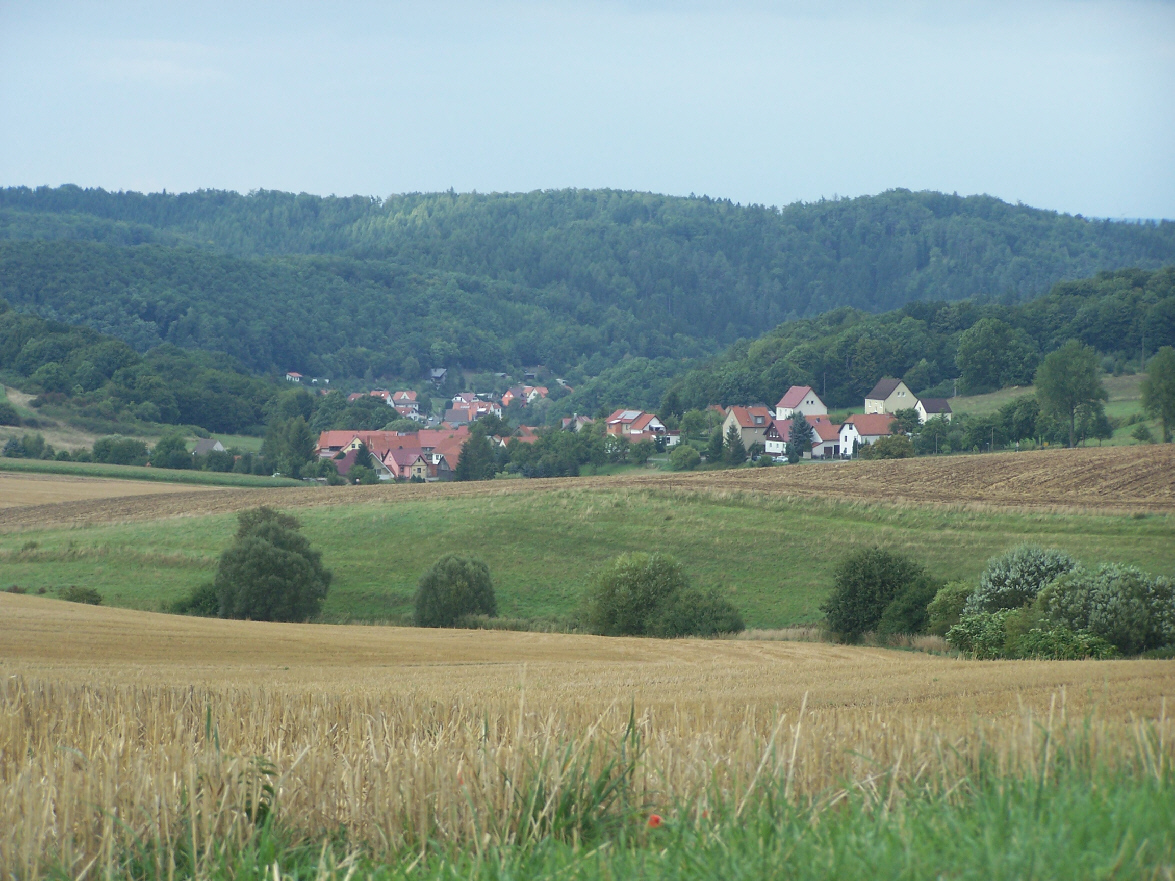
Blick über den Ortsteil Wolfsburg in Richtung Rennsteig

Die Landschaft Wolfsburg-Unkerodas ist von zahlreichen Bergen und eingeschnittenen schmalen Tälern geprägt, hierzu zählen nördlich der Elte: Ruppertskopf (413,6 m ü. NN), Saalkopf (429,6 m ü. NN), Wolfsrück (393 m ü. NN), Elsterberg (407 m ü. NN), Hohe Sonne (445,7 m ü. NN), Oberer Karthäuserberg (413 m ü. NN) und der Klafterberg (357,7 m ü. NN). Südlich der Elte befinden sich: Knieberg (375,6 m ü. NN),
Kirchberg (353,3 m ü. NN) und Weinberg (348,1 m ü. NN).

### Gewässer
Die Elte durchfließt mit mäßigem Gefälle die kaum 200 m breite Talaue. Auf dem etwa vier Kilometer langen Abschnitt in der Gemarkung nimmt sie von Osten kommend den Bärenbach mit den Quellbächen Unkengraben, Raufengraben und Hellergraben, den Attchenbach und den Wallbach sowie weitere namenlose Quellbäche auf. Zum Betrieb der Schmelzhütte Attchenbach entstanden entlang des gleichnamigen Baches Staubecken und Teiche.

## Geschichte

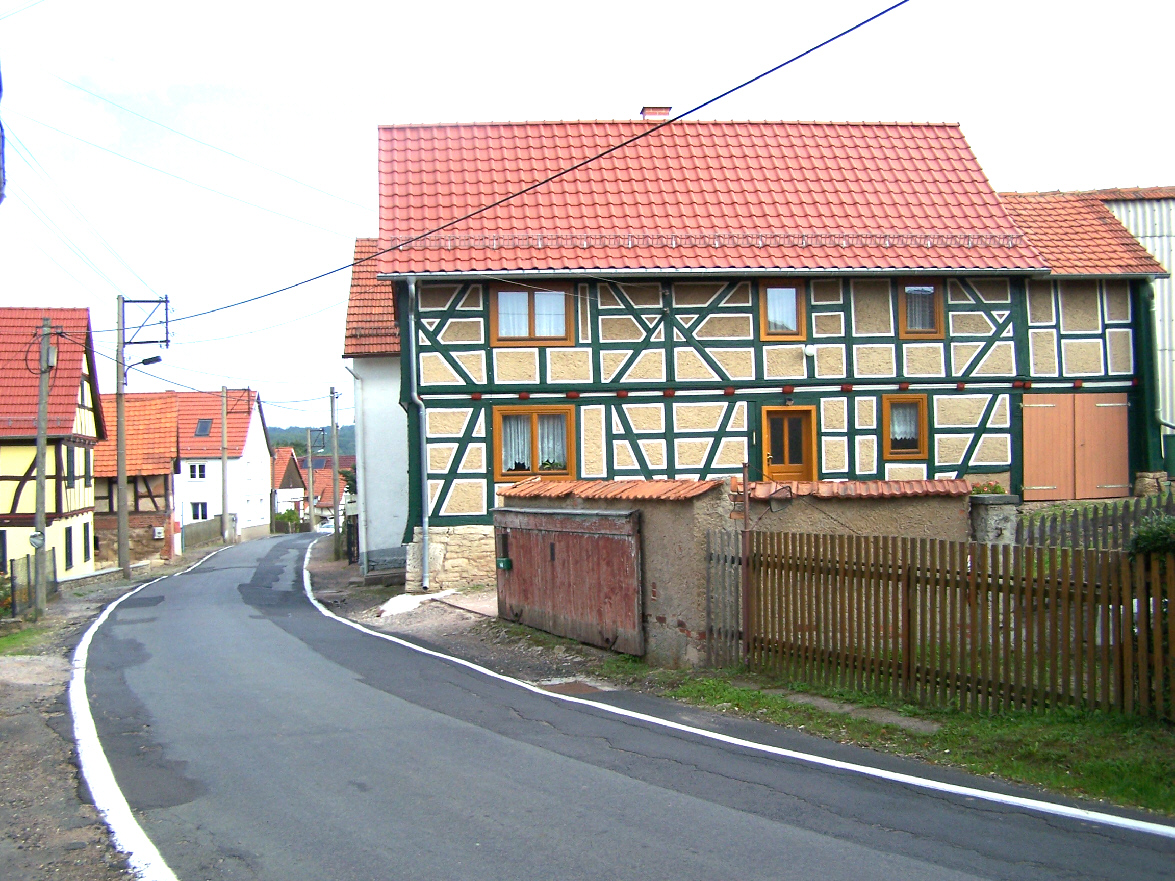
Auf der Wolfsburg

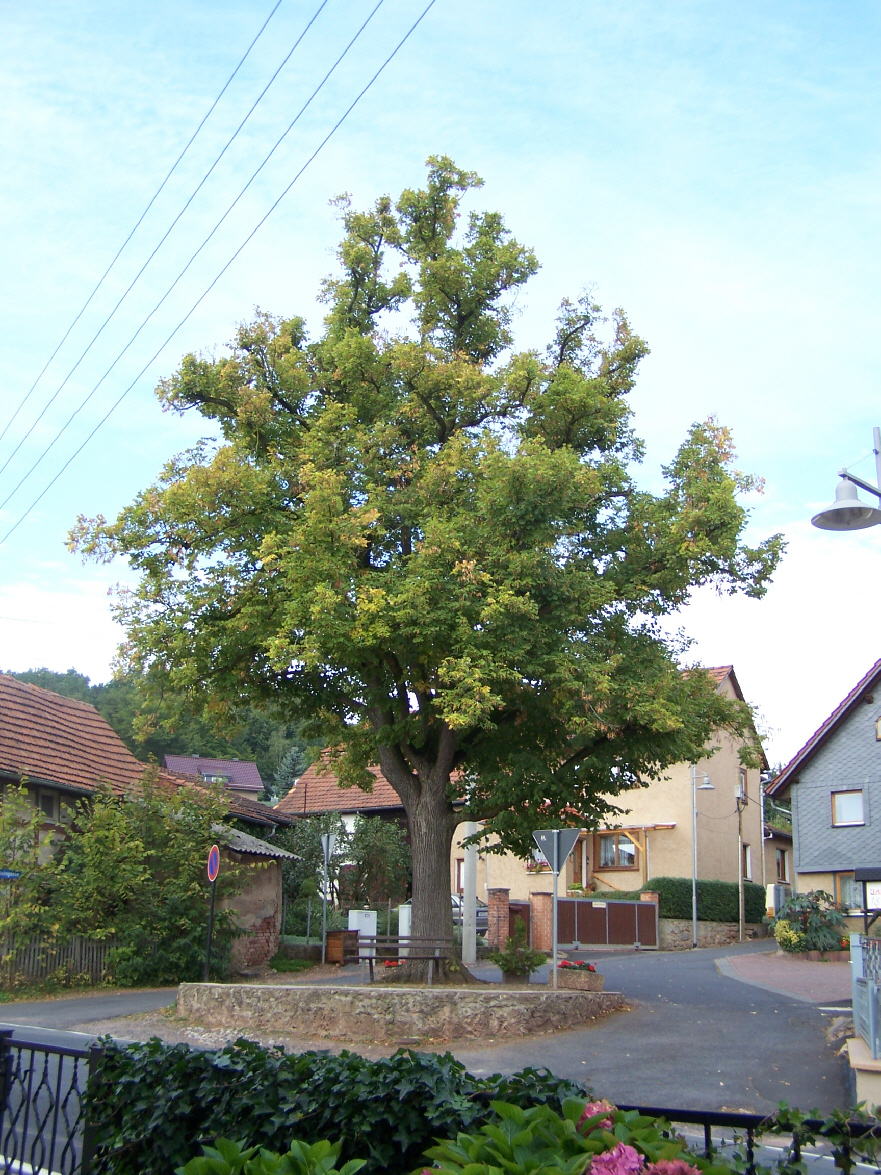
Der Anger mit Linde im Ortsteil Unkeroda

### Ersterwähnungen
Die erste urkundliche Erwähnung der Siedlung Unkeroda (in der Schreibweise Onechenrode) erfolgte anlässlich eines Gütererwerbs durch das Kloster Volkenroda im Jahre 1197. Diese Tradierung ist in einer Urkunde vermeldet, die der Landgraf von Thüringen, Hermann I. ausstellen ließ.
Die erste urkundliche Erwähnung der Siedlung Wolfsburg datiert aus dem Jahr 1247.

### Mittelalter

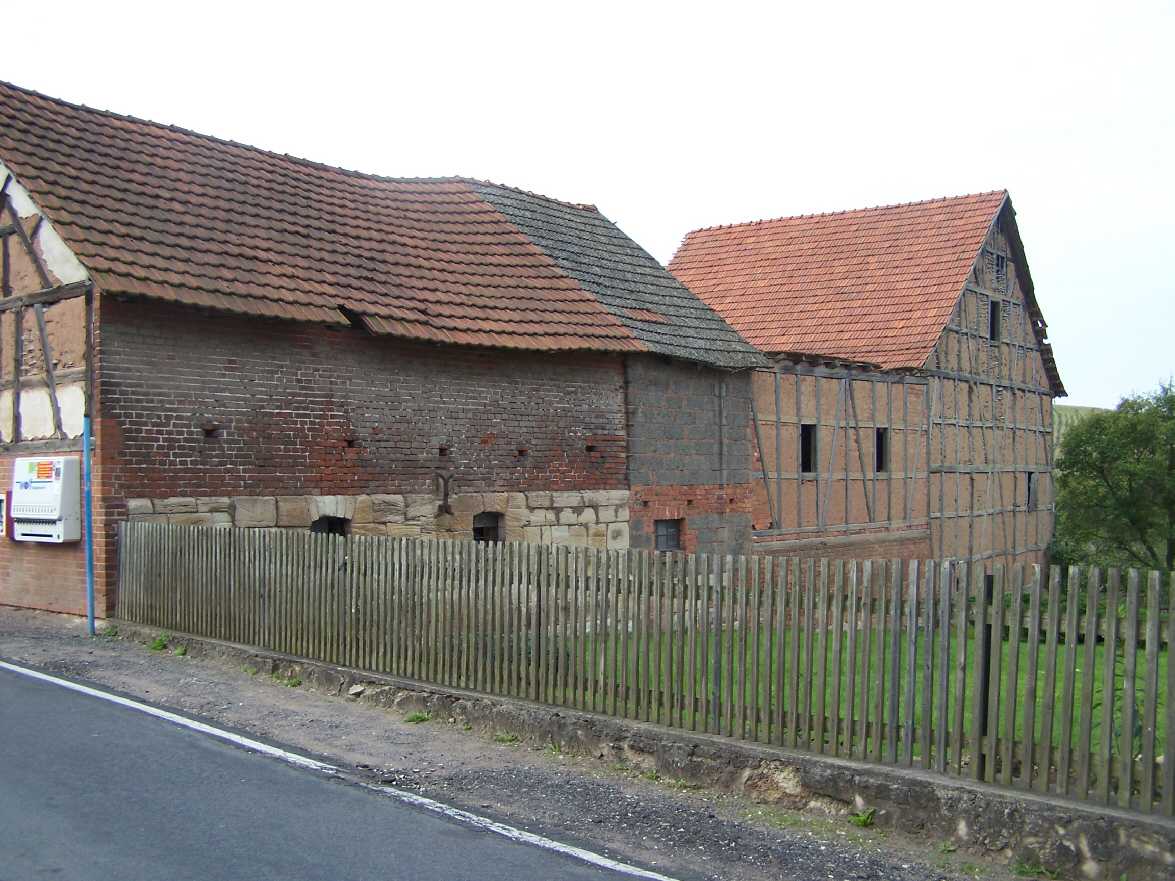
Gutshof in Wolfsburg

Der Standort einer Burganlage, aus der sich der Ortsname ableitet, ist bisher nicht belegbar. Bereits um 800 war Wolfsburg in einer Liste von Besitztümern des Klosters Fulda mit einem Vermerk zu einem Stück ungerodetes Land unweit der Werra vertreten.
Beide Ortsteile lagen im Mittelalter an Seitenwegen der vielbefahrenen Via Regia, was durch zahllose erhaltene Hohlwege in den Wäldern noch nachweisbar ist. Unkeroda bestand im 14. Jahrhundert zunächst nur aus dem Oberhof und einem Unterhof. Als Lehen gehörten beide Ortsteile zum Amtsbezirk der Wartburg, waren aber im Besitz der Frankensteiner Grafen, deren Stammburg einst bei Bad Salzungen stand. Ab 1325 gelangten beide Ortsteile an das Kloster Allendorf, welches das Hauskloster der Frankensteiner Grafen war und sich im heutigen Bad Salzunger Stadtteil Kloster Allendorf befand. 1358 kaufen der in Eisenach wohnhafte Ritter Hermann Losse und seine Erben vom Kloster Allendorf die (Einkunfts-)Rechte am Gericht in Unkeroda und 1384 übertrugen die Allendorfer Nonnen schließlich auch die letzten Besitztümer an das Eisenacher Marienstift. Nach einem Jagdunfall im Jahre 1483 muss zur Sühne ein Steinkreuz gesetzt werden, welches den Namen Wilde Sau – Kreuz erhielt.

### 16. Jahrhundert

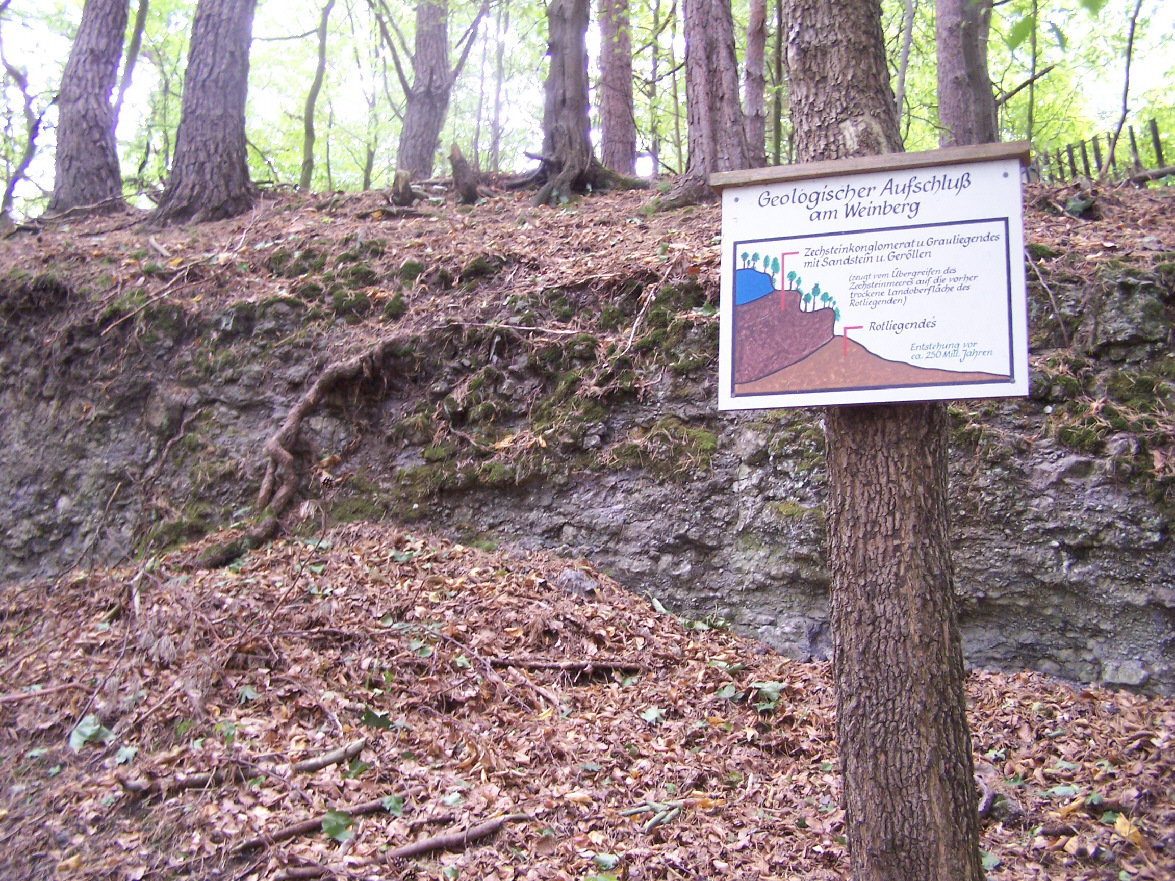
Ein Geologischer Aufschluss zum Kupferschiefer

Um 1500 hatten die Herren von Reckrodt sich im Eltetal umfangreichen Grundbesitz und Einkünfte erworben. Sie saßen als Burgherren auf der nahen Brandenburg bei Lauchröden. Ab 1520 waren sie in finanziellen Nöten und mussten ihre Besitztümer in Unkeroda, Neuenhof, Epichnellen, Wolfsburg und Sättelstädt Zug um Zug an die kurfürstliche Verwaltung abtreten. Mit der Säkularisation der Kirchenbesitztümer im 16. Jahrhundert gingen dann auch die noch verbliebenen Anrechte der Klöster in beiden Ortsteilen in gemeinschaftlichen Besitz der Herzöge Johann Casimir und Johann Ernst über. Diese verfügten die Bildung der Landgemeinde Wolfsburg-Unkeroda. Zu dieser Zeit wurde in Westthüringen der Kupferbergbau beträchtlich erweitert. Um einen Nutzen aus dem Silber- und Kupferbergbau ziehen zu können, mussten die Erze in der Nähe der Bergwerke (zunächst im Raum Stedtfeldt sowie Eckhardtshausen und Kupfersuhl) verhüttet werden. Hierzu war Holzkohle in großer Menge erforderlich, weshalb wiederum Raubbau an den Wäldern betrieben wurde. Die Bewohner der Waldorte hatten durch Holz- und Erztransporte und als Köhler neue Erwerbsquellen gefunden.

### 17. Jahrhundert

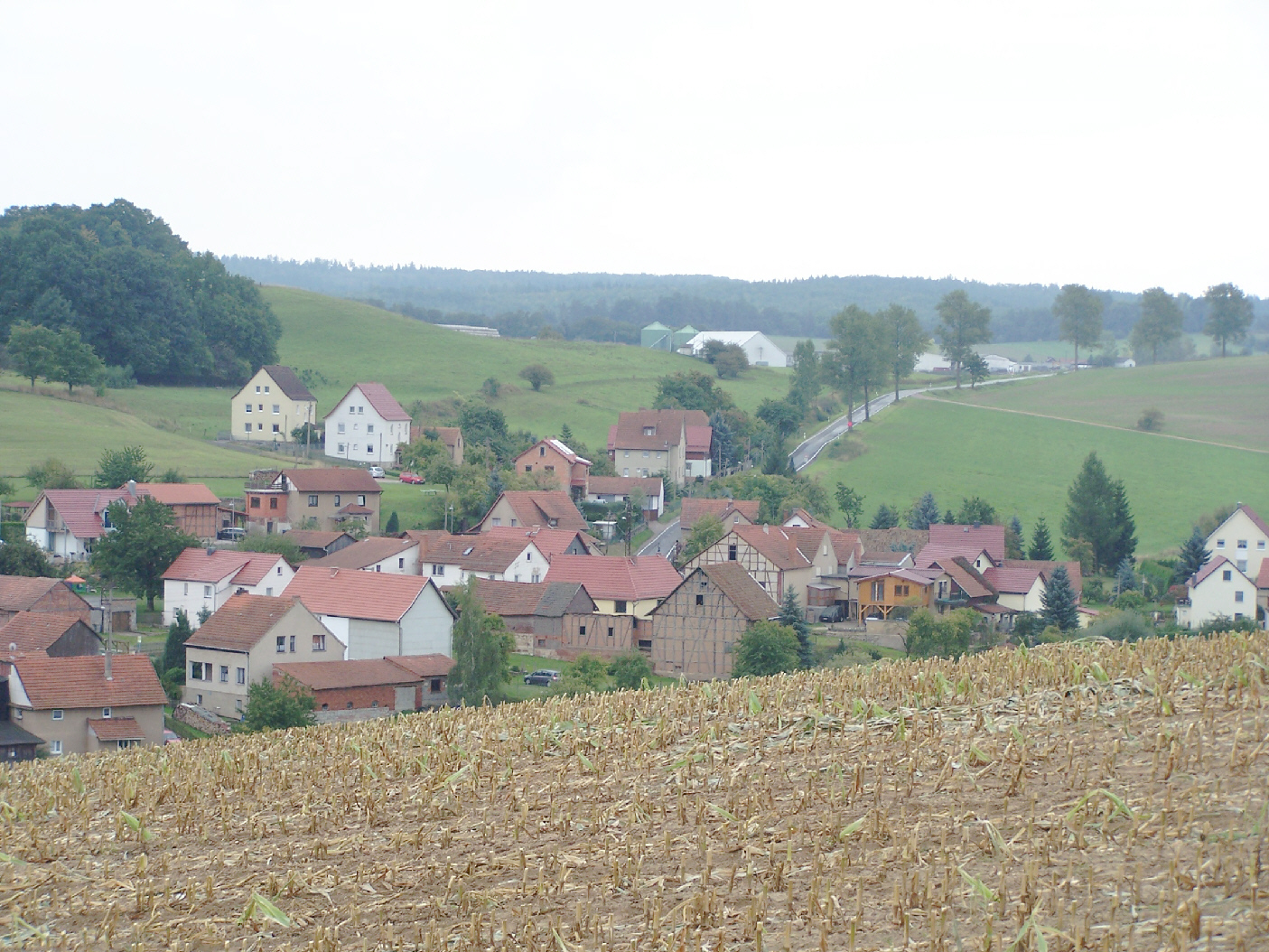
Die Ortslage von Wolfsburg

Die nach dem Dreißigjährigen Krieg durchgeführten Bestandsaufnahmen ergaben 1648 für den Ort Wolfsburg-Unkeroda lediglich 20 noch bewohnbare Häuser sowie 5 als wüst genannte Häuser. Im Ort zählte man als erwachsene Einwohner noch 15 Männer und 4 Witwen. Mit der Entdeckung neuer ergiebiger Kupfererzvorkommen zogen wieder Bergleute in das Eltetal und ermöglichten nochmals eine wirtschaftliche Blüte im 17. Jahrhundert. Zur Verarbeitung der geförderten Erze wurde eine Kupferhütte in der Flur Attchenbach erbaut und zum Betrieb derselben entstanden Teiche und Wassergräben. Nach dem Siebenjährigen Krieg wurde mehrfach versucht, den Niedergang des Bergbaues zu verhindern, was jedoch nicht gelang.

### 18. Jahrhundert

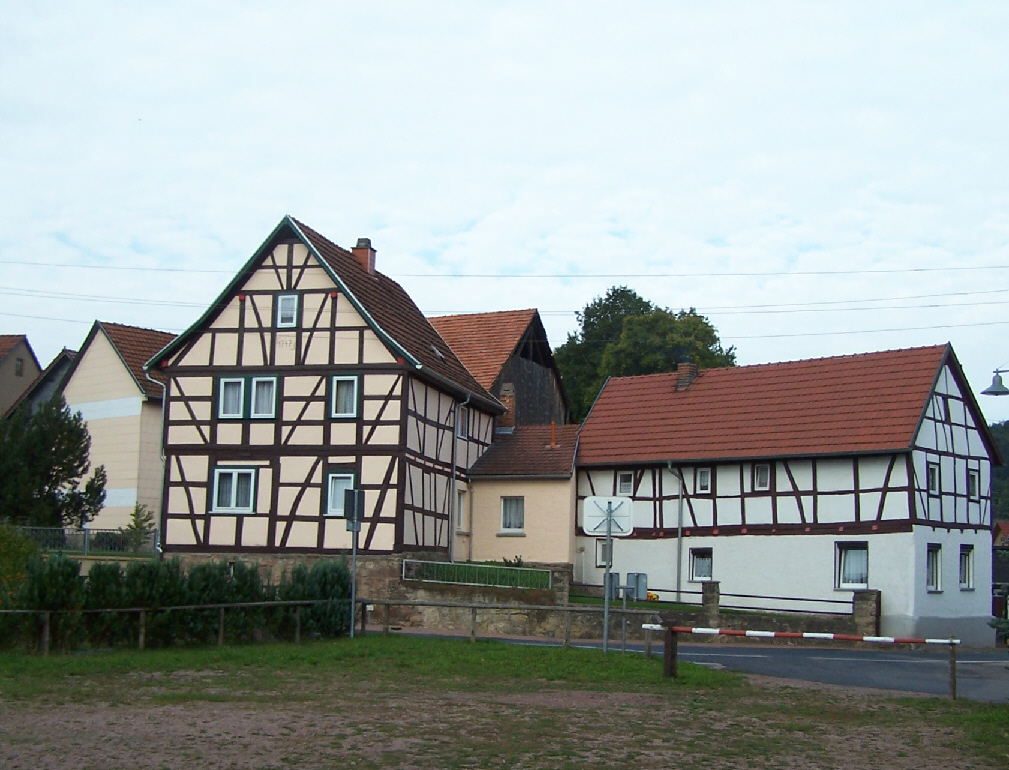
An der Mühle in Unkeroda

Seit 1712 wurde unweit des Dorfes Wintershausen mit dem Bau des Jagdschlosses Wilhelmsthal begonnen und 1719 fertiggestellt, wozu die Bewohner der Nachbarorte zu Bau- und Transportarbeiten angefordert wurden. Bereits 1740 waren dort erste Reparaturen erforderlich, es folgten noch zahlreiche Erweiterungen und Umbauten. Das Schloss wurde zum beliebten Sommeraufenthalt des Weimarer Herzogs Ernst August I., einem leidenschaftlichen Jäger. Hierfür wurden die Dorfbewohner zu zahlreichen Jagden als Treiber, Jagdhelfer und für Versorgungs- und Transportleistungen verpflichtet. 1745 wurde erstmals der Wilhelmsthaler See angestaut, dadurch fehlte zeitweise Wasser zum Betrieb der Unkerodaer Mühle. Auch Goethe besuchte häufig Schloss Wilhelmsthal und die nahe gelegene Attchenbacher Kupferhütte.

### 19. Jahrhundert

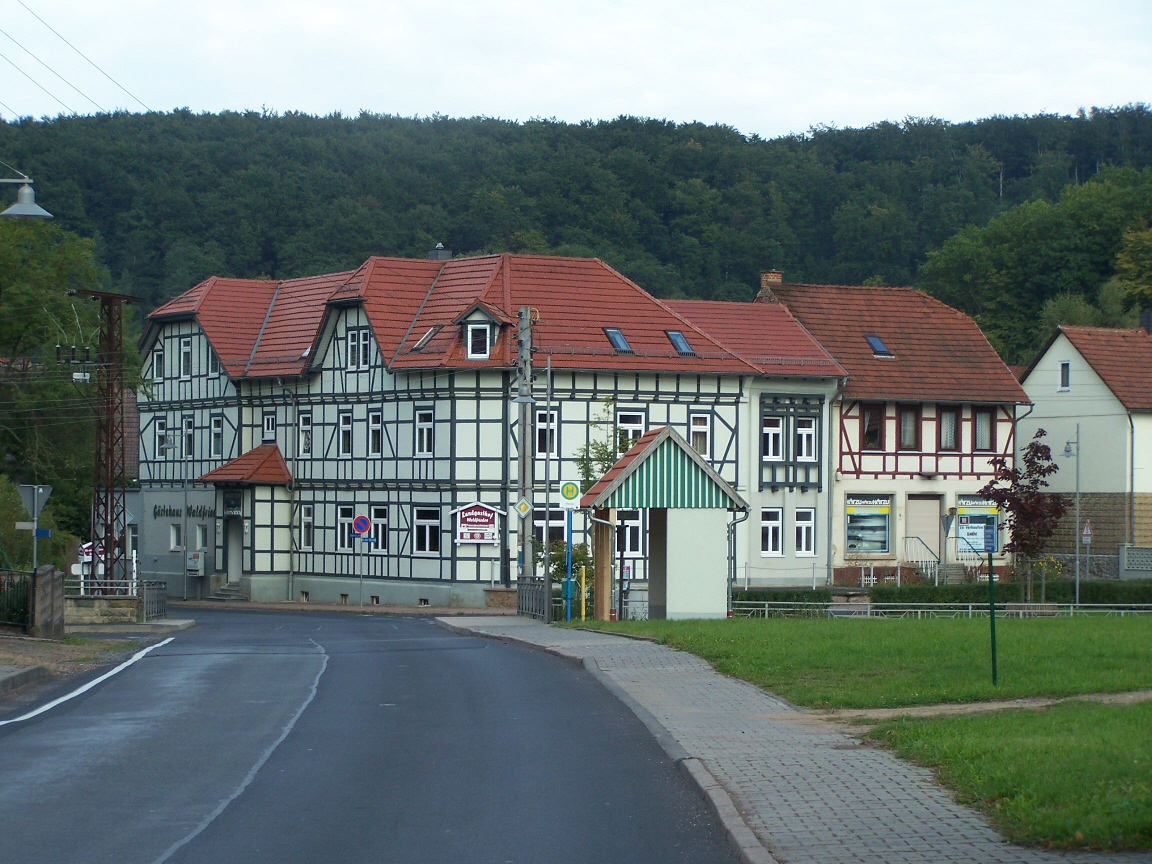
Gästehaus Waldfrieden

1827 wohnten in Unkeroda 124, in Wolfsburg 98 Einwohner, diese lebten überwiegend von Land- und Forstwirtschaft, in Unkeroda wird eine Mühle erwähnt. Seit dem Jahr 1858 besteht ein Bahnanschluss nach Eisenach, damit wurde die zeitraubende und mühsame Kreuzung des Rennsteigs für die Pendler, die zuvor auf dem Unkerodaer Marktweg und dem Revolutionsweg nach Eisenach kamen, deutlich verkürzt. Für den Bau der Eisenbahnlinie musste ein 570 m langer Tunnel durch das Gebirge gesprengt werden. Am Tunnelbau waren überwiegend italienische Bauarbeiter beteiligt. Der spätere Eisenacher Oberbürgermeister (1945–1946) und SPD-Politiker Karl Hermann wurde 1885 in Unkeroda als ältester Sohn eines Gärtners geboren.

### 20. Jahrhundert

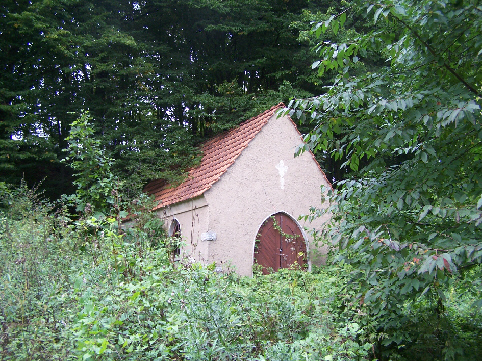
Die Waldkapelle am aufgelassenen Friedhof bei Wolfsburg

#### Bis zum Zweiten Weltkrieg
Anfang des 20. Jahrhunderts begann sich der Ort für den Fremdenverkehr zu öffnen, besonders an den Frühjahrswochenenden strömten wahre Besuchermassen von Eisenach und der Wartburg nach Windbeutelhausen – wie nun der Ort scherzhaft in der Presse bezeichnet wurde, und nutzten die Eisenbahn zur bequemen Rückfahrt. Um die Jahrhundertwende wuchs der Wunsch, eine eigene Kirche zu erhalten, zunächst erhielt der Ort jedoch nur eine kleine Kapelle am Waldfriedhof, und man benutzte weiter die Pfarrkirche in Eckhardtshausen. 1922 wurde Unkeroda an das elektrische Stromnetz angeschlossen.
Den Titel Staatlich anerkannter Luftkurort erwarb der Ort erstmals 1931. Um den Fremdenverkehr weiter zu stärken, eröffnete man 1935 ein Freibad. Im gleichen Jahr erhielt die Gemeinde eine eigene Schule.

#### Das Kriegsende (1945)

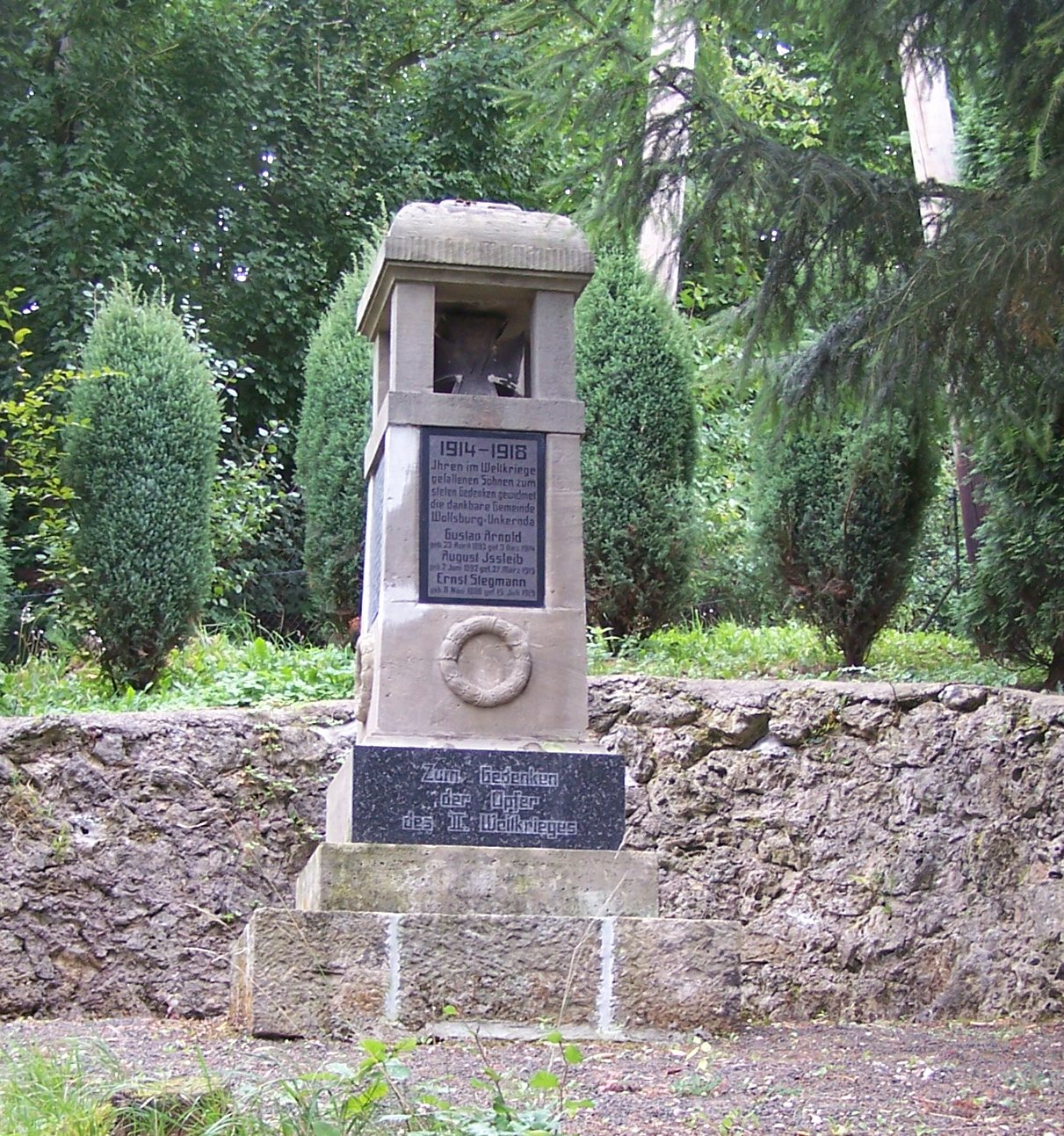
Das Gefallenendenkmal

Am Ende des Zweiten Weltkriegs war die militärische Situation Anfang April 1945 gekennzeichnet von einem Zangenangriff US-amerikanischer motorisierter Verbände auf den Westthüringer Raum. Hierbei wurden ab dem 1. April die Verteidigungslinien entlang der Werra bei Creuzburg und Vacha überwunden und mit Stoßrichtung auf Gotha und Breitungen die Stadt Eisenach und das Wolfsburg-Unkerodaer Gebiet eingeschlossen. In dieser aussichtslosen Lage musste das in der Wartburgstadt und in den Wäldern von Mosbach, Unkeroda, Etterwinden und um Eisenach und Ruhla konzentrierte Militär unter Befehl des Generals Smilo Freiherr von Lüttwitz den Rückzug antreten oder geriet in Gefangenschaft. Hierbei blieb zunächst der größte Teil der Waffen und Kriegsmaterial in den Wäldern zurück. Am 6. April zogen die amerikanischen Truppen in Eisenach und Unkeroda ein. Am 2. Juli 1945 übernahm vertragsgemäß die Rote Armee die Funktion der Besatzungsmacht in Thüringen. An die Gefallenen der beiden Weltkriege erinnert ein Gedenkstein auf dem Friedhof.

#### Wolfsburg-Unkeroda in der DDR-Zeit

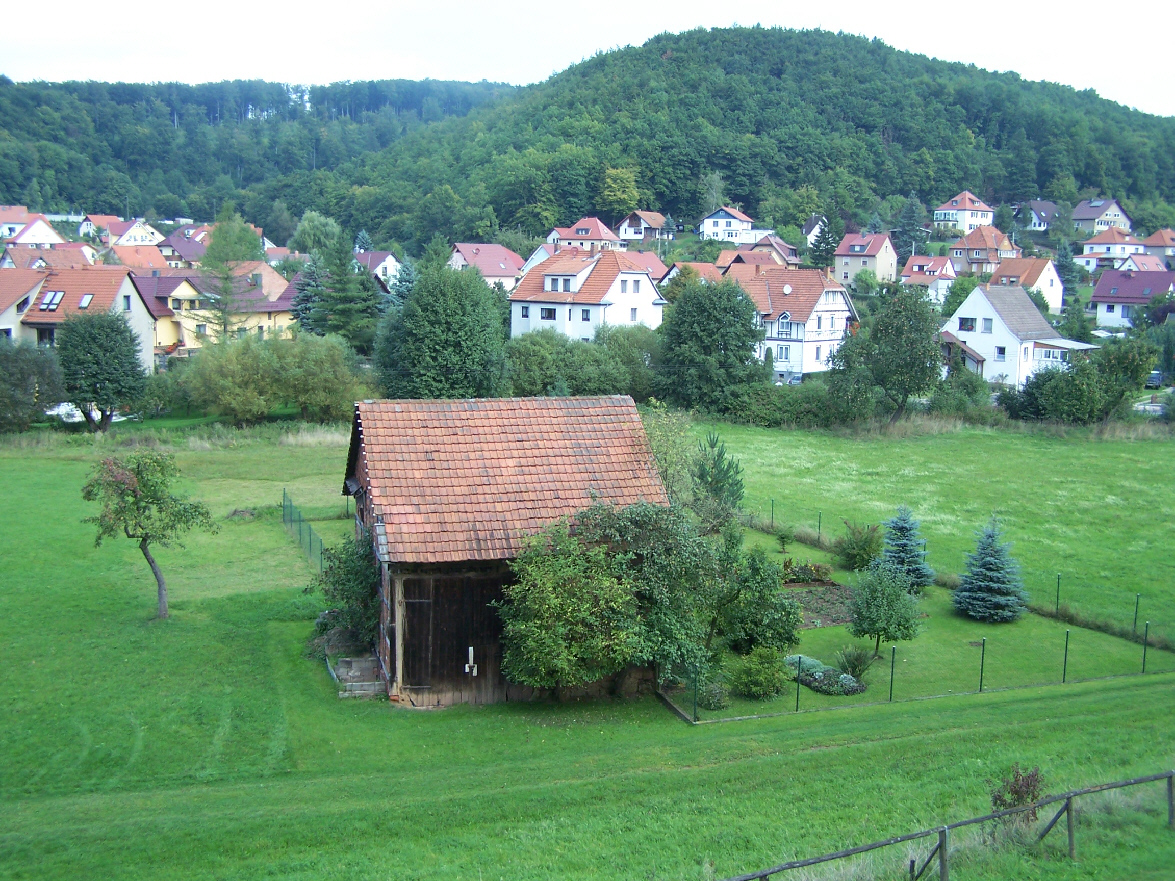
In der Ortslage Unkeroda

Während der DDR-Zeit stieg die Einwohnerzahl in Wolfsburg-Unkeroda rasch auf 900 an, diesen standen jährlich etwa 2500 vom FDGB-Feriendienst vermittelte Gäste gegenüber. Von 1954 bis 1956 wurde auf einer Anhöhe über der Elte die Dorfkirche erbaut. Sie besteht aus zwei Teilen, einem Kirchenschiff mit kleiner Apsis und dem quer zur Kirche angeordneten, vorgelagerten Gemeinderaum. Die berufstätige Bevölkerung fand in den Eisenacher Betrieben Arbeit.

### 21. Jahrhundert
Am 6. Juli 2018 wurde Wolfsburg-Unkeroda in die Gemeinde Gerstungen eingegliedert.

### Einwohnerentwicklung
Entwicklung der Einwohnerzahl:
| - 1994: 735 - 1995: 739 - 1996: 747 - 1997: 757 - 1998: 765 - 1999: 761 | - 2000: 770 - 2001: 780 - 2002: 782 - 2003: 780 - 2004: 782 - 2005: 789 | - 2006: 780 - 2007: 764 - 2008: 758 - 2009: 754 - 2010: 734 - 2011: 718 | - 2012: 693 - 2013: 688 - 2014: 690 - 2015: 692 - 2016: 706 |

 Datenquelle: von 1994 bis 2016: Thüringer Landesamt für Statistik – Werte vom 31. Dezember

## Kultur und Sehenswürdigkeiten
Das Dorf- und Vereinsleben ist eng mit der Wartburgstadt Eisenach verbunden. Für die Unkerodaer Bevölkerung stellt der seit 1963 gefeierte Karneval den kulturellen Höhepunkt des Jahres dar.
Zu einer Bereicherung des Kulturlebens trägt seit Jahren eine von der Eisenacher Buchhandlung Die Eule im Unkerodaer Haus Waldfrieden angesiedelte Autorenlesung bei. Hierbei traten auch prominente Autoren, beispielsweise Hardy Krüger (mehrfach), Martin Semmelrogge und im Dezember 2008 Ruth Maria Kubitschek mit eigenen Werken auf.
Der Ort ist durch zahlreiche Zubringerwege mit dem nahen Rennsteig verbunden. Hier befindet sich auch das im Ortswappen zitierte Sühnekreuz Wilde Sau das an einen Jagdunfall im Jahre 1483 erinnert. Die einstige Bettelbuche markiert am heutigen Wanderparkplatz Vachaer Stein am Schnittpunkt Rennsteig/Bundesstraße 84 die nordwestliche Gemarkungsgrenze und zugleich einen alten Gerichtsplatz an der historischen Frankfurter Straße. Unweit des ehemaligen Jagdschlosses Hohe Sonne befindet sich die Luisengrotte – eine markante Felsform im Rotliegenden. An der Elte trifft man bei den Attchenbacher Teichen auf das ehemalige Forsthaus Attchenbach, welches von Goethe während seiner Aufenthalte im nahen Jagdschloss Wilhelmsthal mehrfach aufgesucht wurde.

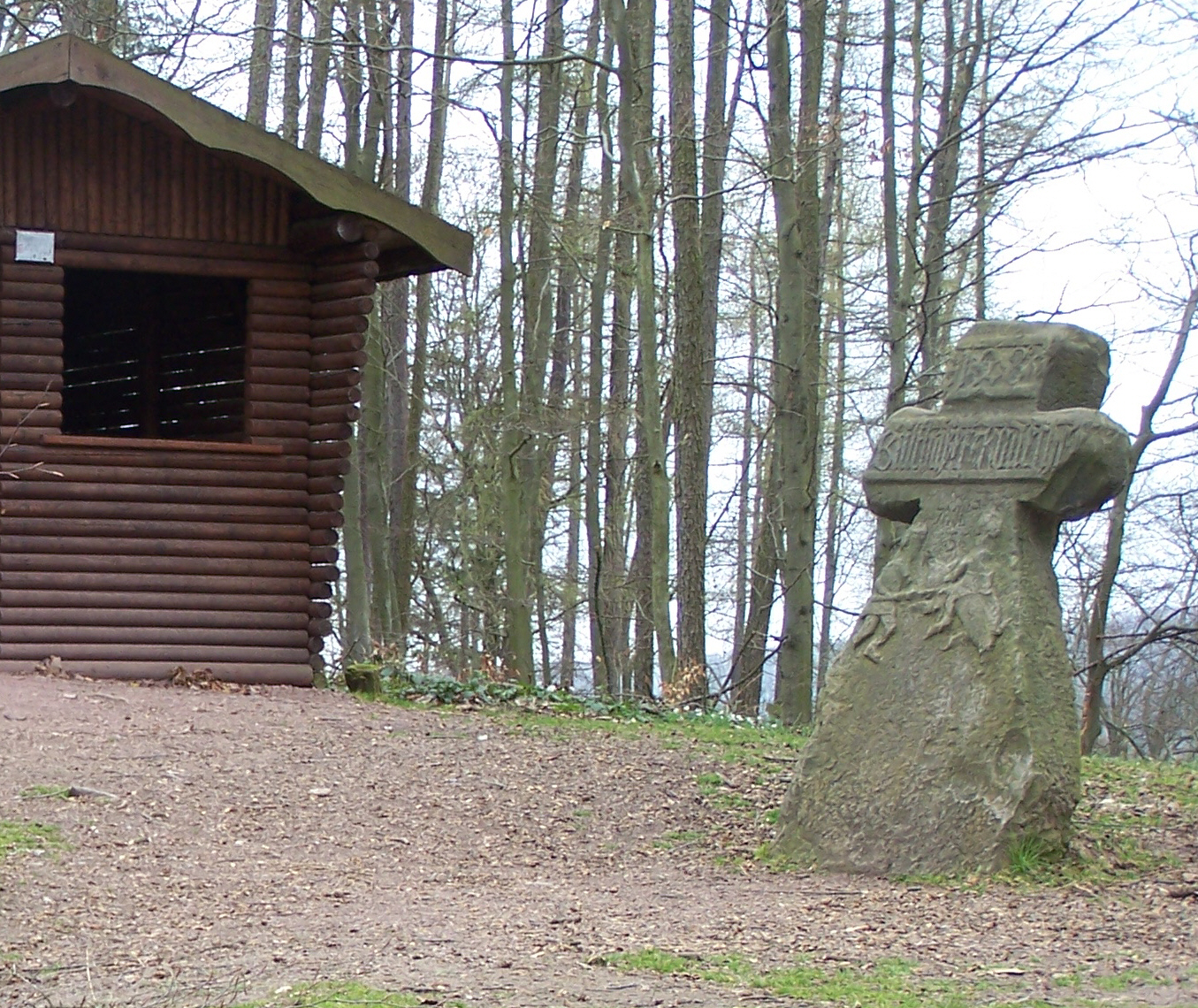
Das Sühnekreuz Wilde Sau

Als technische Pioniertat ist der 549 m lange Förthaer Tunnel der Bahnstrecke unter dem Rennsteig zu bewerten. Er wurde bereits 1858 beim Bau der Werrabahn fertiggestellt. Das Südportal befindet sich etwa 1150 m nördlich vom Bahnhof, direkt am Rennsteig befindet sich ein Entlüftungsschacht.

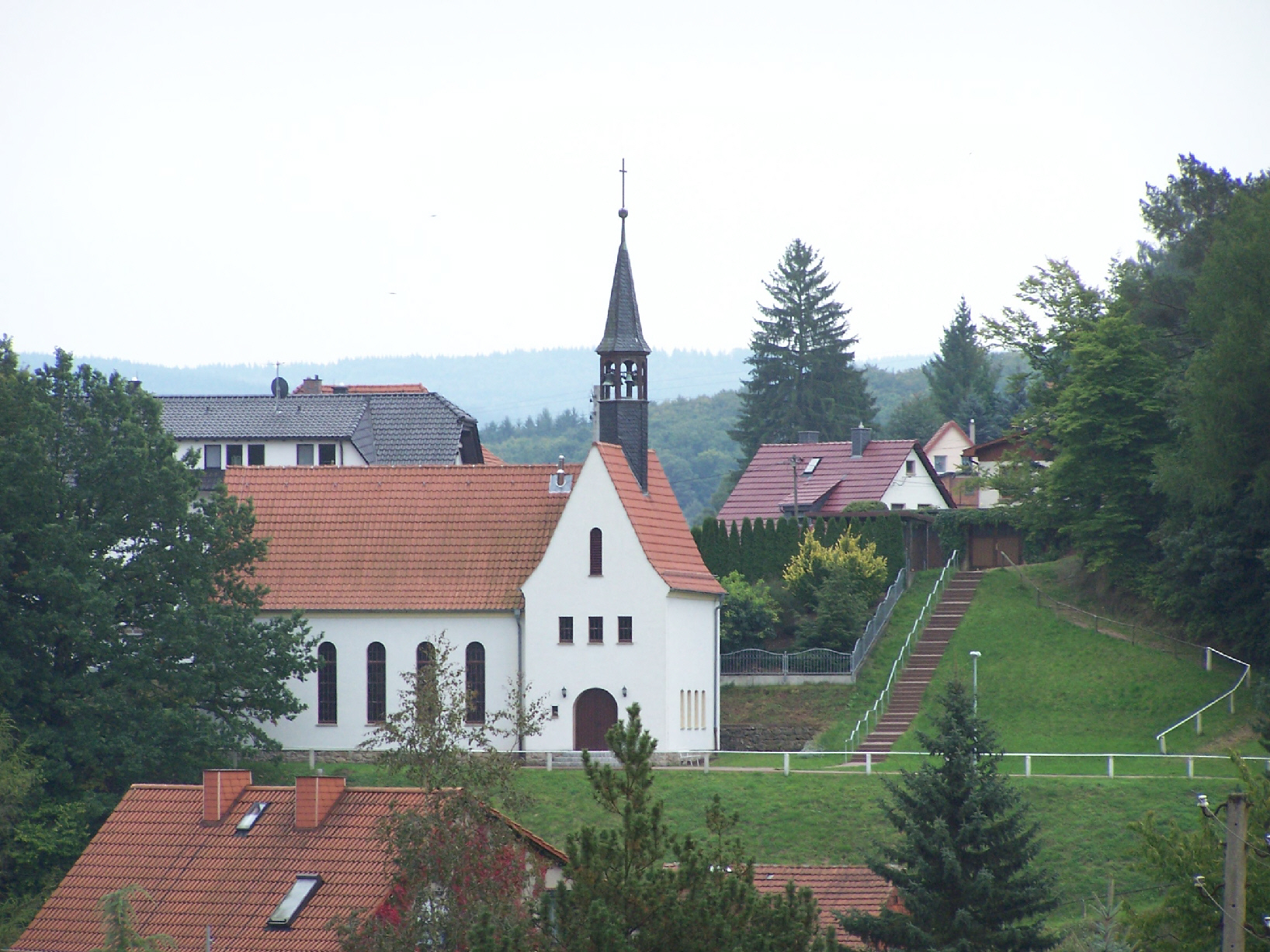
Die Unkerodaer Kirche

Die kleine Dorfkirche über der Elte besitzt mit dem hoch aufragenden Glockentürmchen eine sehr filigrane Gestalt, sie wurde von 1954 bis 1956 erbaut.
Eine Heimatstube in den Räumen der Gemeindeverwaltung informiert über die Entwicklung der Gemeinde und zeigt Gegenstände des bäuerlichen Arbeitsalltags.

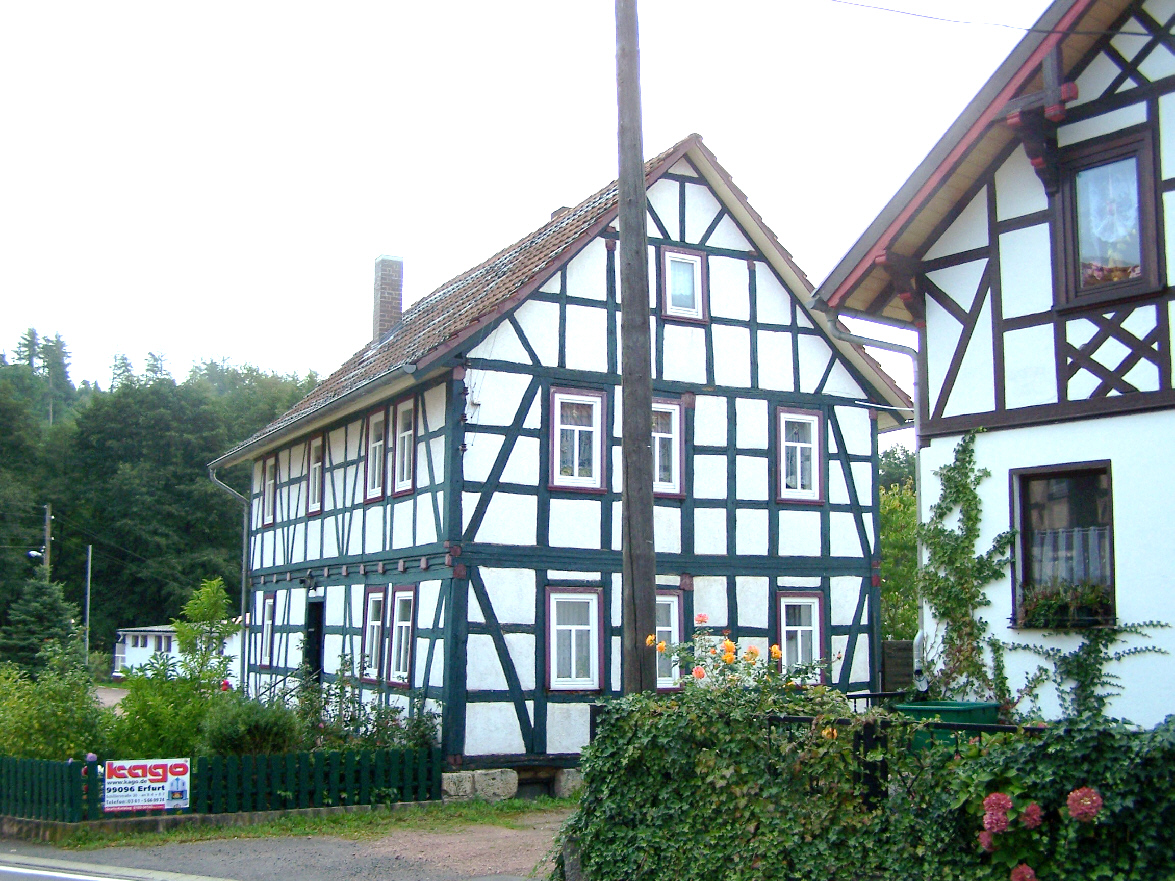
Unkeroda – Fachwerkhaus aus dem 17. Jahrhundert

## Politik

### Ehemaliger Gemeinderat
Der Gemeinderat setzte sich aus acht Gemeinderatsmitgliedern zusammen.
- CDU: 3 Sitze (−3)
- Freie Wähler Wolfsburg-Unkeroda: 5 Sitze (+3)

(Stand: Kommunalwahl am 25. Mai 2014)

### Ehemaliger Bürgermeister
Ralf Gasterstedt löste am 1. Juli 2016 die ehrenamtliche Bürgermeisterin Elke Wagner ab.
Im Februar 2018 hat Herr Gasterstaedt aus gesundheitlichen Gründen seinen Rücktritt erklärt.
Der im März 2018 aus dem verbliebenen Gemeinderat gewählte Holger Fuß (Interessengemeinschaft Freie Wähler WB-Unkeroda) zum 1. Beigeordneten der Gemeinde. Herr Fuß führte bis zur Eingliederung in die Gemeinde Gerstungen am 1. Juli 2018 die Geschicke des Ortes.
Ortsteilbürgermeister:
2019-2025:   Holger Fuß
Ortsteilrat:
2024
Carolin Illert
Katja Braun
Thomas Stegmann 
Alexander Teuteberg
Eric Liebrtrau
Maik Fichtner
2019-2024
Carolin Illert (geb.Kröcher)
Stephan Andreß
Ralf Gasterstaedt
Alexander Teuteberg
Patrick Theuvsen
Holger Fuß

## Ortswappen
Der Wolf ist redendes Element für den Ortsnamen. Das Kreuz mit dem Eberkopf symbolisiert ein historisches Steinkreuz am Rennsteig an der Grenze der Gemeindeflur, welches die Darstellung einer Jagdszene enthält. Der gespaltene Berg im Schildfuß weist auf die Lage im Thüringer Wald hin. Die Spaltung symbolisiert hierbei die beiden Ortsteile. Das Wappen wurde am 13. Mai 1994 als Ortswappen bestätigt.

## Verkehr

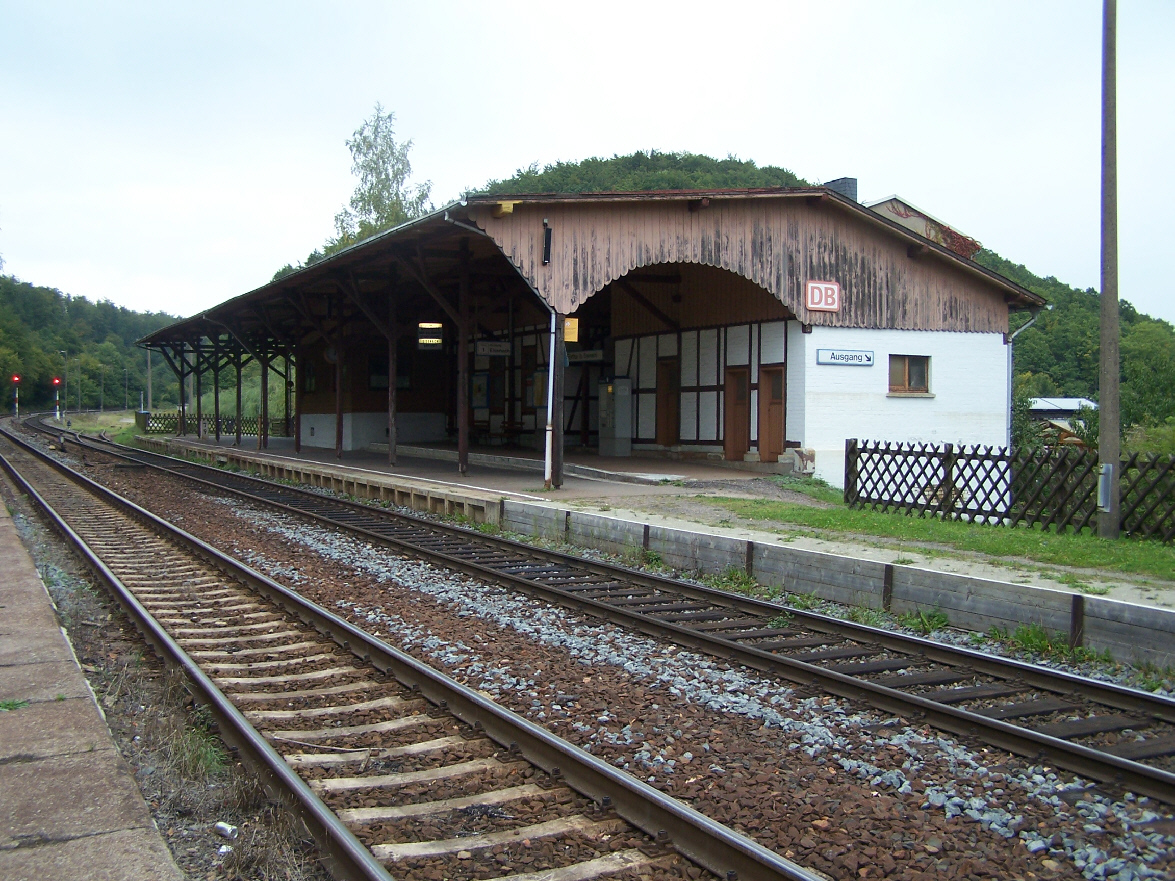
Bahnhof Förtha

### Straßenverkehr
Wolfsburg-Unkeroda wird über die Landesstraße 3020 in östliche Richtung an die B 19 im Abschnitt Eisenach-Meiningen sowie in westliche Richtung in Förtha an die B 84 angebunden, über die man wiederum Eisenach und die Städte Vacha, Bad Hersfeld und Fulda erreicht. In südliche Richtung führt die Landesstraße 2115 über Eckardtshausen und Kupfersuhl nach Möhra und Bad Salzungen.
Die Bundesautobahn 4 ist über die Bundesstraßen 84 und 19 mit den jeweils ca. zehn Kilometer nördlich vorhandenen Anschlussstellen Eisenach-West und Eisenach-Ost zu erreichen.

### Schienenverkehr
Unmittelbar an der Gemeindegrenze zu Förtha befindet sich der Bahnhof Förtha der Werrabahn. Der Fernverkehr wird über den Bahnhof Eisenach abgewickelt.

### Busverkehr
Nach Wolfsburg-Unkeroda verkehren die folgenden Buslinien der Verkehrsgesellschaft Wartburgkreis mbH:
| Linie | Fahrstrecke                                                           |
| ----- | --------------------------------------------------------------------- |
| L-50  | Eisenach – Clausberg – Förtha – Wolfsburg-Unkeroda – Eckardtshausen   |
| L-50a | Gerstungen – Oberellen – Förtha – Wolfsburg-Unkeroda – Eckardtshausen |

Reduzierter Fahrplan – der Busverkehr erfolgt nur an Schul- und Werktagen.

## Persönlichkeiten
- Karl Hermann (* 1885 in Unkeroda; † 1973 in Eisenach), Politiker der SPD und später der SED